# Hayashi Razan
Hayashi Razan est un nom japonais traditionnel ; le nom de famille (ou le nom d'école), Hayashi, précède donc le prénom (ou le nom d'artiste).
Hayashi Razan (林 羅山) (1583-7 mars 1657), aussi connu sous le nom de Hayashi Dōshun, est un philosophe néo-confucéen japonais qui fut le tuteur et le conseiller des quatre premiers shoguns du shogunat Tokugawa. Il est l'auteur présumé de la première énumération des trois vues les plus célèbres du Japon. Razan est le fondateur du clan Hayashi dont sont issues de nombreux érudits confucéens.
Hayashi Razan fut un lettré, enseignant et administrateur influent. Avec ses fils et ses petits-fils, il aurait établi la doctrine officielle néo-confucéenne du shogunat Tokugawa. L'accent qu'il mit sur les valeurs inhérentes dans une perspective conservatrice statique est à la base des fondements intellectuels du bakufu. Razan a également réinterprété la religion shinto, créant ainsi la base pour le développement du shintoïsme confucéen qui se développera au XXe siècle.
La fondation intellectuelle de l'œuvre de Razan est basée sur ses premières études auprès de Fujiwara Seika (1561–1619), le premier lettré japonais connu pour avoir étudié minutieusement Confucius et les Entretiens. Ce noble kuge était autrefois devenu prêtre bouddhiste mais son insatisfaction dans la philosophie et la doctrine de cette religion l'avait mené à étudier le confucianisme. De fil en aiguille, Seika avait réuni autour de lui d'autres lettrés pour se consacrer à l'étude, grandement influencée par l'œuvre du néo-confucianiste chinois Zhu Xi (ou Chu Hsi), érudit de la dynastie Song. Zhu Xi et Seika mettait l'accent sur la considération de l'individu comme rouage d'une société qui établit naturellement une certaine forme de hiérarchie. Ce-dernier divisait les personnes en quatre classes distinctes : les samouraï (classe dominante), les paysans, les artisans et les marchands.

## Académicien
Razan développa un mélange entre les pratiques et les croyances du shinto et du confucianisme. Cette construction cohérente d'idées interdépendantes se prêta à merveille à la mise en place d'un programme d'éducation, d'entraînement et de protocoles bureaucrates et samouraï (destiné également à diminuer l'influence du Bouddhisme au Japon, et notamment celles des nombreuses sectes religieuses favorisant des révoltes paysannes). En 1607, Hayashi fut accepté comme conseiller politique  auprès du second shogun, Tokugawa Hidetada. 
Razan devient plus tard recteur de l'académie confucéenne d'Edo, la Shōhei-kō (connue plus tard sous le nom de Yushima Seidō) qui fut construite sur des terres données par le shogun. Cette institution était le sommet du système d'éducation et d'entraînement national qui fut créé et maintenu par le shogunat Tokugawa. Razan portait le titre honorifique de Daigaku-no-kami (« Recteur du département des études » dans l'ancienne bureaucratie impériale japonaise de la réforme Ritsuryô) qui deviendra héréditaire dans sa famille, de même pour la fonction de recteur de l'académie d'Edo. Daigaku-no-kami, dans le contexte de la hiérarchie du shogunat Tokugawa, se traduirait aujourd'hui par « Chef de l'université nationale ».
Pressé par la réussite de son père, Hayashi Gahō (autrefois Harukatsu), travailla sur la réalisation d'une chronique des empereurs japonais, compilée en conformité avec les principes de son père. Le Nihon ōdai ichiran se divisait en sept volumes et fut achevé en 1650. Gahō lui-même fut reconnu comme un lettré remarquable de son vivant pour ce travail mais les liens étroits entre le clan Hayashi et la Shōhei-kō dans la circulation des ouvrages sont considérés comme l'une des explications de la popularité de la compilation au XVIIIe siècle et au XIXe siècle. Le lecteur d'aujourd'hui peut trouver une certaine utilité à cette œuvre tirée de documents historiques.
Le récit du Nihon ōdai ichiran s'arrête vers 1600, sans doute par respect pour les dirigeants Tokugawa d'alors. La compilation de Gahō ne continue pas jusqu'à la date de l'écriture mais se termine juste avant l’avènement du shogunat. L'ouvrage est publié pour la première fois au milieu du XVIIe siècle puis est réédité en 1803 « peut-être parce que c'était une référence nécessaire pour le travail des officiels ».
Le successeur de Razan comme lettré en chef des Tokugawa fut son troisième fils, Gahō. Après la mort de son père, ce dernier termina le travail qu'il avait commencé, par exemple pour un certain nombre d'ouvrages considérés comme des aides à l'apprentissage de la lecture. En 1670, la réputation d'érudit du clan Hayashi est réduite à néant lorsque Gahō publie les 310 volumes de L'histoire compréhensive du Japon (本朝通鑑/ほんちょうつがん,Honchō-tsugan).
Les ouvrages de Razan furent compilés et publiés à titre posthume par Hayashi Gahō, et son jeune frère Hayashi Dokkōsai (autrefois Morikatsu) :
- Hayashi Razan bunshū (Les œuvres compilées de Hayashi Razan), rééditées en 1918
- Razan sensei isshū (Poèmes de maître Razan), rééditées en 1921

Le petit-fils de Razan, Hayashi Hōkō (autrefois Nobuatsu), dirigera le Yushima Seidō et héritera du titre de Daigaku-no kami. Les descendants de Hōkō continueront l'œuvre commencée au XVIIIe siècle par le patriarche de la lignée Hayashi.

## Théoricien politique
En tant que théoricien politique, Hayashi Daigaku-no kami Razan développa un raisonnement philosophique et pragmatique qui deviendra la base de l'idéologie dominante du bakufu jusqu'à la fin du XVIIIe siècle. Cette évolution fut en partie élaborée sur l'idée que les samouraï formaient la classe gouvernante cultivée (bien qu'ils fussent en grande partie illettrés au début du shogunat Tokugawa). Razan aida à légitimer le rôle militariste du bakufu au début de son existence. Sa philosophie est intéressante sur le fait qu'elle encourage la classe des samouraï à se cultiver elle-même, une tendance qui deviendra de plus en plus répandue au cours de la vie de Razan et même après. L'aphorisme de Razan est à l'origine de ce point de vue :
« Aucune vérité n'est apprise sans les armes et il n'y a point de véritables armes sans apprentissage » .
Hayashi Razan et sa famille jouèrent un rôle important pour aider à cristalliser les fondements théoriques du shogunat Tokugawa. 
En janvier 1858, Hayashi Akira, descendant de Razan et héritier du titre de Daigaku-no kami, mènera la délégation du bakufu pour demander à l'empereur son avis sur la façon de négocier avec les nouvelles puissances étrangères. Ce fut la première fois que le conseil de l'empereur était demandé depuis l'établissement du shogunat Tokugawa. La conséquence la plus évidente de cette évolution sera l'augmentation du nombre de messagers qui seront constamment réparties entre Tokyo et Kyoto pendant la prochaine décennie. Ce n'est pas sans ironie le fait que ce lettré/bureaucrate du XIXe siècle trouverait lui-même le lien crucial du changement politique - agissant sans doute « selon le livre » à travers des eaux inconnues avec des théories bien établies comme étant les seuls guides.